# Peniocereus tepalcatepecanus
Peniocereus tepalcatepecanus är en kaktusväxtart som beskrevs av Sánchez-mej. Peniocereus tepalcatepecanus ingår i släktet Peniocereus och familjen kaktusväxter. Inga underarter finns listade i Catalogue of Life.